# クレステッドビュート (コロラド州)
クレステッドビュート（英語:Crested Butte）は、アメリカ合衆国コロラド州ガニソン郡に位置する地方自治体である。
町の人口は2020年のアメリカ合衆国国勢調査で1,639人であった。かつての炭鉱の町クレステッドビュートは、今日では「現存する最後のコロラド・スキータウン」と呼ばれ、スキーやマウンテンバイクなどのさまざまなアウトドアを楽しむ人々で賑わっている。
また、1990年、クレステッドビュートはコロラド州議会により、コロラド州の「野花の中心地」に指定された。

## 歴史

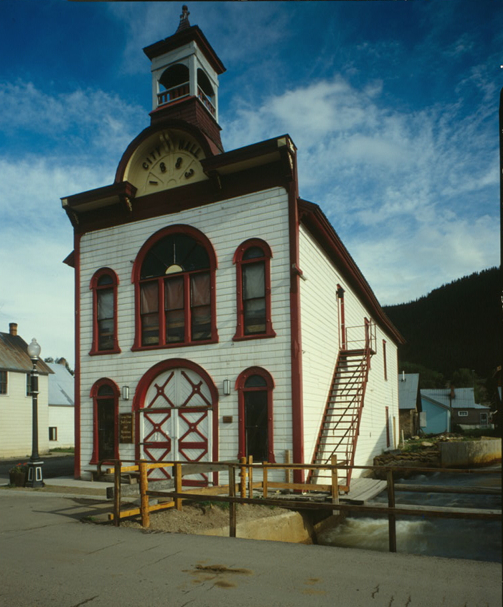
旧市庁舎 - 築1883年

クレステッドビュートの位置するイーストリバー・バレーは、かつてネイティブ・アメリカンのユート族の夏場の居留地であった。そこへヨーロッパ系アメリカ人が初めてやってきたことで、ユート族はまもなく住処を失っていった。この谷に足を踏み入れたのは、白人ではビーバーの捕獲者が最初で、その後は測量士が続いた。ガニソン郡の名前の由来にもなったアメリカ陸軍工兵隊大尉ジョン・ガニソンも、この地域に初期に入った探検家の一人である。
1860年代から70年代にかけて、町の周囲で石炭と銀が採掘されたことを受け、たくさんの小さな鉱山の町が設置された。しかし、銀の採掘が衰退し始めると、それらの多くは姿を消していった。クレステッドビュートの町はそんな状況下でも、周辺地域への物資の供給を担っていたため、存続して行ける有利な立場にあった。
クレステッドビュートを支えたもう一つの産業は、牧場経営であった。
炭鉱が閉鎖されると、町は規模をどんどん縮小していき、ついには地元の高校までもが閉鎖された。そのため、地元の高校生はガニソンまで通わなければならなかった。1960年代にクレステッドビュート山にスキー場が建設されるまでは、この町の復興はなかった。また、クレステッドビュートの公立学校は1960年代から1990年までの間、幼稚園から小学5学年までしかなく、6年生以上はガニソンに通わなければならなかった。そのためクレステッドビュートは、1990年に、町の鉄道駅の構内に中学校を開設した。そして、その2年後に晴れて、公立中学校の新校舎が完成した。それにより、ついに町の中の学校に、幼稚園から8年生までが通えるようになった。そして1997年には、クレステッドビュート・コミュニティー・スクールが開設し、同町初めての公立高校が誕生した。現在はそこに幼稚園から高校までの生徒が通っている。
1993年には、クレステッドビュート・アカデミー（学院）が開校し、同町初の私立高校となった。しかし、2008年、同校は開校以来の経営難に陥り、同年7月９日、永久に閉鎖されることとなった。

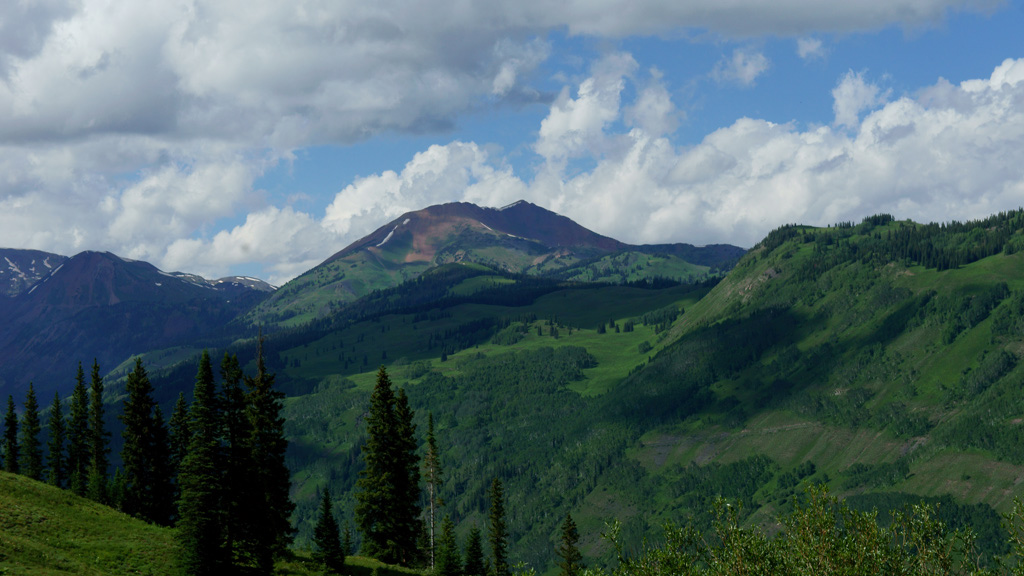
周囲の山々

1970年代以降、クレステッドビュート近郊のエモンズ山（通称「レッドレディ」）では、何社かの企業によりモリブデンの採掘が試みられていた。1977年、クレステッドビュート市長に就任したW・ミッチェルは、AMAX社（現フリーポート・マクモラン）の10億ドル規模に及ぶエモンズ山モリブデン鉱山建設計画に対し住民と共に反対運動を起こし、それを阻止した。環境への影響が懸念されていた同計画から山を守ったことで、ミッチェルは町の皆から「山を救った男」と呼ばれるようになった。同年、ガニソン川上流域の自然資源保護を目的とする環境団体「ハイカントリー市民連合（HCCA）」が創設されていった。
現在、同エモンズ山のモリブデン権益を保有しているのは米国エネルギー社であるが、2011年4月25日、トムソン・クリーク・メタルズ社は米国エネルギー法人との、エモンズ山モリブデン鉱区の権益取得に関するオプション契約を終了したと発表した。その後も、米国エネルギー法人は自社で鉱山計画を進める姿勢を崩さなかったが、トムソン・クリーク・メタルズ社の撤退により事実上、モリブデン鉱山建設計画 対 町クレステッドビュートの闘いは同町の大勝利で幕を閉じた。

## アクティビティ

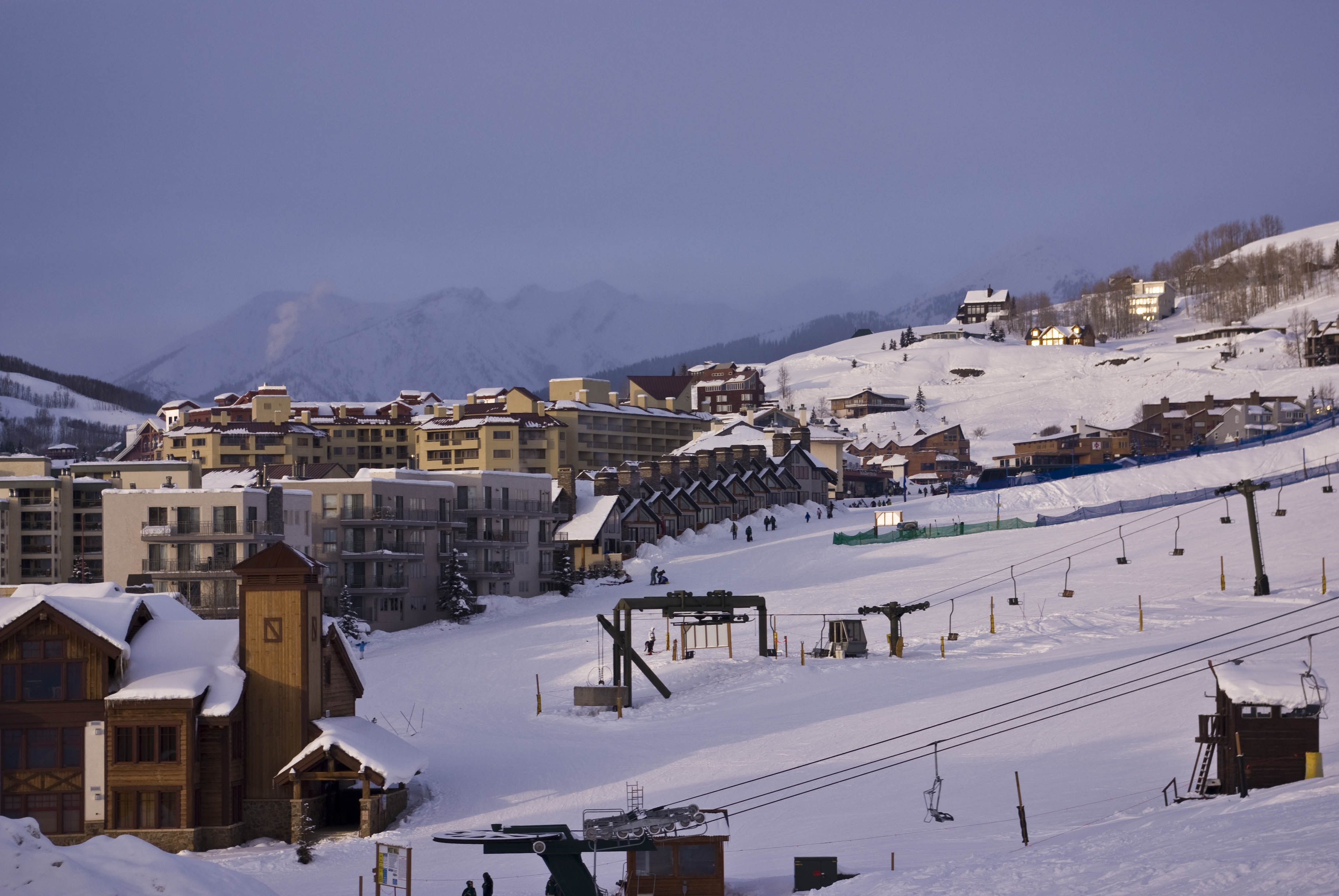
クレステッドビュート・マウンテンリゾート

### 冬季
クレステッドビュートでの冬場の主なアクティビティは、マウント・クレステッドビュートの町にあるクレステッドビュート・マウンテンリゾートでのスキーまたスノーボードである。また、周囲の山々でのバックカントリースキーも、コロラド州の人気アクティビティの一つである。クレステッドビュート山は海抜3,707m (12,162ft.) 、スキー場の麓エリアは2,858m (9,375ft.)。4.28km2 (1,058エーカー) の土地に14基のリフトが設けられており、その内の1.81km2 (448エーカー)はダブル・ブラックダイアモンドと呼ばれる超上級者向けゲレンデで、その豊富なエクストリーム環境から全米エクストリーム・スキー選手権や冬の祭典Ｘゲームなどの大競技大会が開催されている。クレステッドビュート山での最長スキー滑走距離は4.2km (2.6マイル)である。

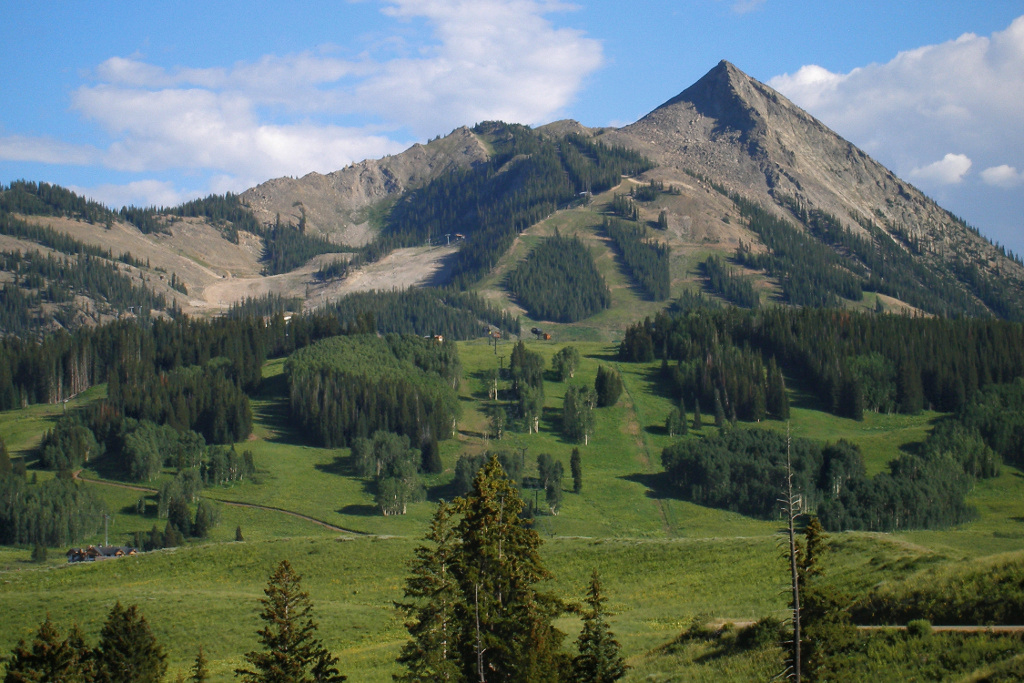
夏場のクレステッドビュート

クレステッドビュートの町にはノルディックセンターがあり、アイススケートリンクや何マイルもの整備されたクロスカントリースキー向けのトレイルがある。

### 夏季
クレステッドビュートは、「マウンテンバイク・スポーツ生誕の地」であると主張する町の一つであるが、マウンテンバイクの殿堂は、2014年にカリフォルニア州のフェアファックスに移転されるまでは、同町に置かれていた。その他にも、クレステッドビュートで夏に人気のあるアクティビティには、ハイキング、バックパッキング、ロッククライミング、ラフティング、カヤッキング、四駆オフロード走行、ディスクゴルフ、釣りなどがある。またクレステッドビュートは、コロラド州の「野花の中心地」としても知られている。

### フェスティバル
クレステッドビュートでは一年を通して、様々なフェスティバルやパレードが開催されている。冬にはトーチライト、ニューイヤー、ウィンターカーニバル、ビュートバッシュ・カレッジ・スキーウィーク、マルディグラなど。春にはエクストリームボード・フェスト、スラッシュ、フラウシンク。夏にはクレステッドビュート・バイク(自転車)・ウィーク、クレステッドビュート音楽祭、クレステッドビュート国際映画祭、米国独立記念日パレード、野花フェスティバル、アルペングロー・コンサートシリーズ、フェスティバル・オブ・ジ・アーツ、ボールベシュなど。秋にはフォール・フェスト、ヴィノトック、パラゴン・ピープルズフェアなどなど。

## 地理
クレステッドビュートはガニソン郡の北中部に位置し、スレート川の谷の西部、コールクリーク沿いにあり、コロラド州道135号線が南へ43km (27マイル)、郡庁所在地のガニソンまで延びている。
2020年のアメリカ合衆国国勢調査では、町の総面積は2.166km2 (535エーカー) で、そのすべてが陸地であった。クレステッドビュートの標高は、海抜2,708m (8,885フィート) である。
クレステッドビュートの空路としては、ガニソンにあるガニソン・クレステッドビュート地方空港を利用できる。

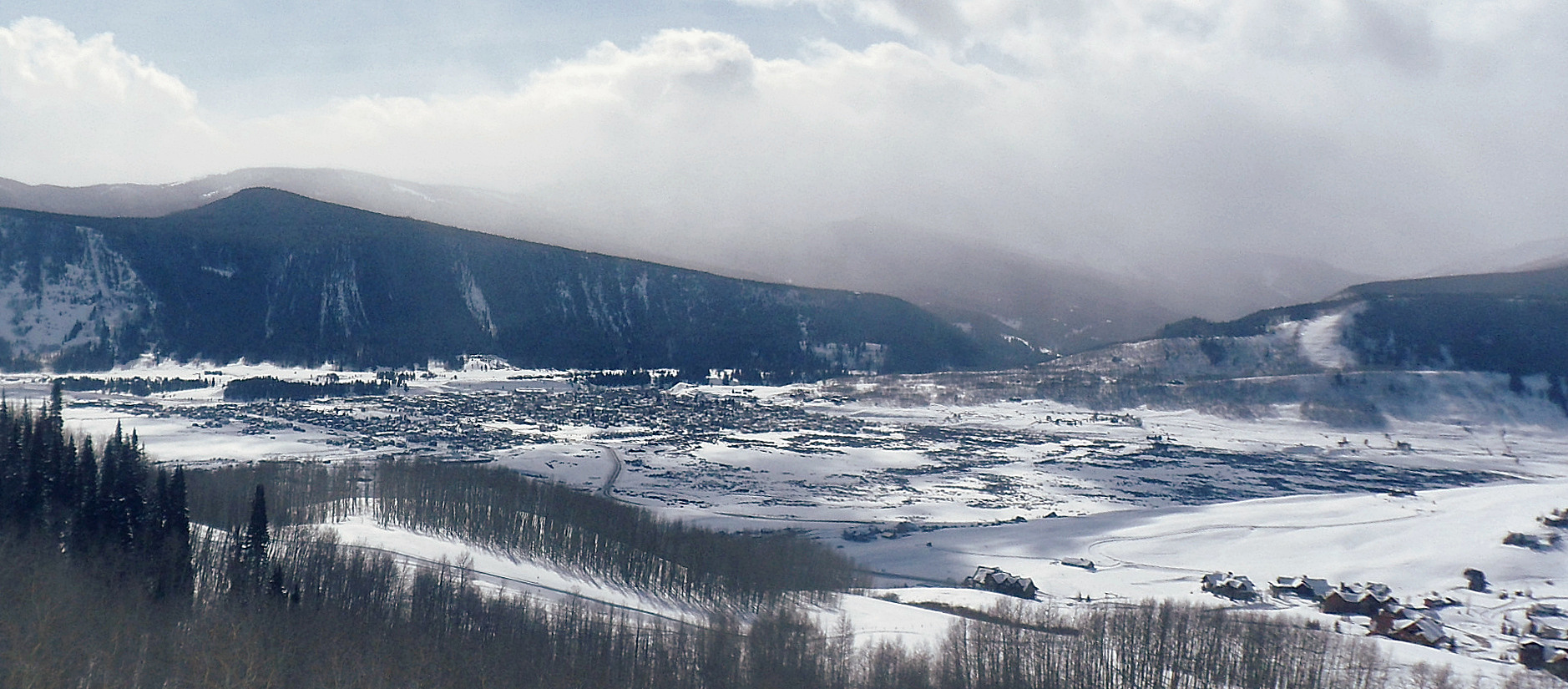
クレステッドビュート・マウンテンリゾートのチェアリフトから臨む町並み

### 気候
気候タイプは冬期主体で、冬場は晴天の日は短く、雨の降水量は比較的少ないが、低い湿度の中、大量の雪が降り、長く厳しい寒さが続く。ケッペンの気候分類では、Dfc（乾燥-夏型大陸性亜寒帯気候）に分類されている。
| コロラド州クレステッドビュート 1910–現在の気候 | コロラド州クレステッドビュート 1910–現在の気候 | コロラド州クレステッドビュート 1910–現在の気候 | コロラド州クレステッドビュート 1910–現在の気候 | コロラド州クレステッドビュート 1910–現在の気候 | コロラド州クレステッドビュート 1910–現在の気候 | コロラド州クレステッドビュート 1910–現在の気候 | コロラド州クレステッドビュート 1910–現在の気候 | コロラド州クレステッドビュート 1910–現在の気候 | コロラド州クレステッドビュート 1910–現在の気候 | コロラド州クレステッドビュート 1910–現在の気候 | コロラド州クレステッドビュート 1910–現在の気候 | コロラド州クレステッドビュート 1910–現在の気候 | コロラド州クレステッドビュート 1910–現在の気候 |
| 月                                             | 1月                                            | 2月                                            | 3月                                            | 4月                                            | 5月                                            | 6月                                            | 7月                                            | 8月                                            | 9月                                            | 10月                                           | 11月                                           | 12月                                           | 年                                             |
| ---------------------------------------------- | ---------------------------------------------- | ---------------------------------------------- | ---------------------------------------------- | ---------------------------------------------- | ---------------------------------------------- | ---------------------------------------------- | ---------------------------------------------- | ---------------------------------------------- | ---------------------------------------------- | ---------------------------------------------- | ---------------------------------------------- | ---------------------------------------------- | ---------------------------------------------- |
| 最高気温記録 °F （°C）                         | 54 (12)                                        | 52 (11)                                        | 58 (14)                                        | 72 (22)                                        | 80 (27)                                        | 89 (32)                                        | 89 (32)                                        | 91 (33)                                        | 87 (31)                                        | 78 (26)                                        | 69 (21)                                        | 60 (16)                                        | 91 (33)                                        |
| 平均最高気温 °F （°C）                         | 25.8 (−3.4)                                    | 29.4 (−1.4)                                    | 37.0 (2.8)                                     | 46.9 (8.3)                                     | 58.3 (14.6)                                    | 70.2 (21.2)                                    | 76.1 (24.5)                                    | 73.5 (23.1)                                    | 65.9 (18.8)                                    | 54.3 (12.4)                                    | 39.4 (4.1)                                     | 26.8 (−2.9)                                    | 50.3 (10.17)                                   |
| 日平均気温 °F （°C）                           | 9.6 (−12.4)                                    | 13.7 (−10.2)                                   | 22.4 (−5.3)                                    | 33.0 (0.6)                                     | 43.4 (6.3)                                     | 51.9 (11.1)                                    | 57.8 (14.3)                                    | 55.9 (13.3)                                    | 48.6 (9.2)                                     | 38.2 (3.4)                                     | 24.3 (−4.3)                                    | 11.3 (−11.5)                                   | 34.18 (1.21)                                   |
| 平均最低気温 °F （°C）                         | −6.5 (−21.4)                                   | −2.1 (−18.9)                                   | 7.0 (−13.9)                                    | 19.1 (−7.2)                                    | 28.5 (−1.9)                                    | 33.7 (0.9)                                     | 39.5 (4.2)                                     | 38.4 (3.6)                                     | 31.2 (−0.4)                                    | 22.0 (−5.6)                                    | 9.3 (−12.6)                                    | −4.2 (−20.1)                                   | 17.99 (−7.77)                                  |
| 最低気温記録 °F （°C）                         | −43 (−42)                                      | −47 (−44)                                      | −42 (−41)                                      | −17 (−27)                                      | −1 (−18)                                       | 15 (−9)                                        | 17 (−8)                                        | 17 (−8)                                        | 3 (−16)                                        | −11 (−24)                                      | −30 (−34)                                      | −39 (−39)                                      | −47 (−44)                                      |
| 降水量 inch （mm）                             | 2.72 (69.1)                                    | 2.54 (64.5)                                    | 2.09 (53.1)                                    | 2.01 (51.1)                                    | 1.52 (38.6)                                    | 0.93 (23.6)                                    | 1.96 (49.8)                                    | 1.98 (50.3)                                    | 1.95 (49.5)                                    | 1.71 (43.4)                                    | 2.04 (51.8)                                    | 2.31 (58.7)                                    | 23.76 (603.5)                                  |
| 降雪量 inch （cm）                             | 42.2 (107.2)                                   | 35.2 (89.4)                                    | 29.1 (73.9)                                    | 19.4 (49.3)                                    | 6.7 (17)                                       | 0.3 (0.8)                                      | 0.0 (0)                                        | 0.0 (0)                                        | 1.2 (3)                                        | 8.5 (21.6)                                     | 25.3 (64.3)                                    | 35.1 (89.2)                                    | 203 (515.7)                                    |
| 平均降水日数 （≥0.01 in）                      | 11.5                                           | 11.8                                           | 9.8                                            | 9.7                                            | 8.0                                            | 5.9                                            | 10.4                                           | 12.0                                           | 9.5                                            | 7.8                                            | 8.9                                            | 11.2                                           | 116.5                                          |
| 平均降雪日数 （≥0.1 in）                       | 11.7                                           | 11.7                                           | 9.7                                            | 8.3                                            | 3.3                                            | 0.2                                            | 0.0                                            | 0.0                                            | 0.5                                            | 3.9                                            | 8.5                                            | 11.3                                           | 69.1                                           |
| 出典：NOAA                                     |                                                |                                                |                                                |                                                |                                                |                                                |                                                |                                                |                                                |                                                |                                                |                                                |                                                |

## 人口動態
2000年の国勢調査によると、1,529人、692世帯、253家族が居住。人口密度2,183.1人毎平方マイル（842.9/km2）。住宅930戸。平均密度1,327.9毎平方マイル(512.7/km2)。人種構成：白人97.19％、アフリカ系アメリカ人0.26％、ネイティブアメリカン0.92％、アジア系0.72％、太平洋諸島系0.00％、その他の人種0.46％、2人種以上0.46％。人口の2.75%はヒスパニックまたはラテン系。
世帯数は692。そのうち、18歳未満の子供が同居している世帯は19.1%。夫婦同居の世帯は28.9%。未婚女性の世帯主は5.1%。非世帯は63.3%。全世帯の28.3％が個人世帯で、65歳以上の一人暮らしの人がいる世帯は1.4％。平均世帯人員は2.21人、平均家族人員は2.69人。
町内では、18歳未満が13.5%、18歳から24歳が11.5%、25歳から44歳が55.6%、45歳から64歳が17.5%、65歳以上が1.9%と分散。年齢の中央値は31歳。女性100人に対し、男性は124.5人。18歳以上の女性100人に対し、男性は131.9人。
この町の世帯所得の中央値は41,250ドル、家族の所得中央値は49,118ドル。男性の所得中央値は27,386ドルに対し、女性は23,073ドル。町の一人当たりの所得は26,789ドル。人口の11.4％と家族の2.7％が貧困線以下。全人口のうち、18歳未満の3.5%、65歳以上の0.0%が貧困ライン以下。

## ポップカルチャー
クレステッドビュートが撮影地となった映画は、「スノーボール・エクスプレス」（1972年）、「スノー・ビースト」（1977年）、「荒野の家族のさらなる冒険」（1978年）、「インク」（2009年）など。
また、ジェームズ・キャメロン監督の映画「アバター」（2009年）は、鉱山問題と環境共生の両面において、クレステッドビュートと類似している。また偶然にも、この映画の主人公も、この町で1970年代後半にエモンズ山のモリブデン鉱山建設計画への反対運動を率いた元市長W・ミッチェルも、車いすを利用している。

### 参照
- クレステッドビュート・マウンテンリゾート
- マッチスティック・プロダクションズ
- コロラド州ガニソン郡
- コロラド州